# Pallaviciniales
Pallaviciniales, biljni red u razredu Jungermanniopsida. Postoji sedamdesetak vrsta u pet porodica. Ime je došlo po rodu Pallavicinia.

## Porodice
1. subordo Hymenophytineae R.M. Schust.
2. subordo Pallaviciniineae R.M. Schust.
  1. familia: Hymenophytaceae R.M. Schust.
  2. familia: Moerckiaceae K.I. Goebel ex Stotler & Crand.-Stotl.
  3. familia: Pallaviciniaceae Mig.
  4. familia: Sandeothallaceae R.M. Schust.
3. subordo Phyllothalliineae R.M. Schust.
  1. familia !Phyllothalliaceae E.A. Hodgs. ex T. Katag.
4. subordo Schiffneriineae C. Gao, Y.Huan Wu & W. Li